# ماشین مولر
در نظریه ماشین‌ها، ماشین مولر نمونه‌ای از ω-automaton می‌باشد. شرایط پذیرش، ماشین مولر را از بقیه ماشین‌های ω جدا می‌کند. ماشین مولر با استفاده از شرایط پذیرش مولر تعریف شده‌است. مجموعه‌ای از تمام حالت‌های مشاهده‌شده بی‌نهایت که اغلب باید یک عنصر از مجموعه پذیرش باشد. هر دو ماشین‌های مؤلفه‌های قطعی و غیرقطعی مولر می‌توانند زبان‌های منظم ω را تشخیص دهند.
آنها بعد از [�] ریاضیدان و دانشمند رایانه آمریکایی نام که در سال ۱۹۶۳ اختراع شدند نام گرفتند.

## تعریف رسمی (قراردادی)
به‌طور قراردادی ماشین منظم مولر یک تاپل (A = (Q,Σ,δ,q0,F می‌باشد که از اطلاعات زیر تشکیل شده‌است:
Q یک مجموعه محدود است. مؤلفه‌های Q حالت‌های A نامیده می‌شود.
Σ یک مجموعه محدود است که الفبای A نامیده می‌شود.
δ: Q × Σ → Q یک تابع می‌باشد که تابع انتقال A نامیده می‌شود.
q0 یک مؤلفه از Q می‌باشد که حالت اولیه نامیده می‌شود.
F مجموعه‌ای از مجموعه حالت‌هاست، به‌طور قراردادی، (F ⊆ P(Q در جایی که (P(Q مجموعه توانی Q می‌باشد. F شرایط پذیرش را مشخص می‌کند. A دقیقاً همان برنامه‌هایی را که مجموعه‌ای از حالت‌های بی‌نهایت اغلب اتفاق می‌افتد را قبول می‌کند که مؤلفه‌ای از F می‌باشد.
در یک ماشین مولر غیرقطعی، تابع انتقال δ با یک رابطه انتقال Δ جایگزین می‌شود که مجموعه‌ای از حالت‌ها را برمی‌گرداند و حالت اولیه که q0 می‌باشد با مجموعه‌ای از حالت‌های اولیه Q0 جایگزین می‌شود. به‌طور کلی ماشین مولر به ماشین غیرقطعی مولر اشاره می‌کند.
برای اطلاعات جامع‌تر به ماشین امگا مراجعه کنید.

## همسان سازی با دیگر ماشین‌های ω
ماشین مولر به اندازه ماشین parity، ماشین Rabin، ماشین Streett و ماشین غیرقطعی Büchi همانقدر واضح است و به شدت واضح تر از ماشین Büchi. همبستگی ماشین‌های فوق و ماشین غیرقطعی مولر را وقتی می‌توان نشان داد که به راحتی می‌توان شرایط پذیرش این ماشین‌ها را با استفاده از شرایط پذیرش ماشین مولر شبیه‌سازی کرد. نظریه مک ناتون همبستگی ماشین غیرقطعی Büchi با ماشین قطعی مولر را نشان می‌دهد؛ بنابراین ماشین قطعی و غیرقطعی مولر از لحاظ زبان‌هایی که می‌تواند بپذیرد همبستگی دارد.

## تبدیل به ماشین غیرقطعی مولر
در ادامه لیستی از ساختمان ماشین‌ها آورده شده که ماشین‌های نوع ω را به ماشین غیرقطعی مولر تبدیل می‌کند:

### ازماشین Büchi
اگر B مجموعه‌ای از حالت‌های نهایی در ماشین Büchi با مجموعه‌ای از حالت‌های Q باشد، می‌توانیم ماشین مولر با مجموعه‌ای از همان حالت‌ها، تابع انتقال و حالت اولیه با شرایط پذیرش مولر به صورت {F = { X | X ∈ 2Q ∧ X ∩ B ≠ᶲ بسازیم.

#### از ماشین Rabin یا ماشین Parity
به‌طور مشابه، شرایط(Rabin (Ej , Fj می‌تواند با ساختن مجموعه پذیرش ماشین مولر به صورت همه مجموعه‌ها در که نتیجه می‌شود. توجه داشته باشید که در این مورد برخی از موارد ماشین Parity هم پوشش داده می‌شود، همان‌طور به راحتی می‌شود شرایط پذیرش Parity را به عنوان شرایط پذیرش Rabin بیان کرد.

##### از ماشین Streett
شرایط (Streett (Ej , Fj می‌تواند با ساختن مجموعه پذیرش ماشین مولر به صورت همه مجموعه‌ها در که نتیجه می‌شود برای همه jها.

## تبدیل به ماشین مولر قطعی
اجتماع دو ماشین قطعی مولر از ماشین Büchi
نظریه مک ناتون پروسه تبدیل ماشین غیرقطعی Büchi به ماشین قطعی مولر را ارائه می‌دهد.